# Sanhe (socken i Kina, Sichuan, lat 31,82, long 107,34)
Sanhe (kinesiska: 三合乡, 三合) är en socken i Kina. Den ligger i provinsen Sichuan, i den sydvästra delen av landet, omkring 340 kilometer nordost om provinshuvudstaden Chengdu.
Genomsnittlig årsnederbörd är 1 649 millimeter. Den regnigaste månaden är juli, med i genomsnitt 310 mm nederbörd, och den torraste är december, med 10 mm nederbörd.